# Die Dreisten Drei – jetzt noch dreister
Die Dreisten Drei – jetzt noch dreister, von 2003 bis 2008 Die Dreisten Drei – Die Comedy-WG, ist eine deutsche Sketchcomedy-Serie, die erstmals am 10. Januar 2003 auf Sat.1 ausgestrahlt wurde. Nach der Absetzung im Jahr 2008 wurde 2011 bekanntgegeben, dass die Serie mit neuer Besetzung zurückkehren würde. So startete die neue Version am 1. Februar 2012 unter dem neuen Titel Die Dreisten Drei – jetzt noch dreister mit neuer Besetzung bei Sat.1. Zuletzt bestand die Besetzung aus Mirco Nontschew, Sophia Thomalla und Oliver Beerhenke. Die Serie wurde von Constantin Entertainment lediglich ein Jahr in der neuen Konstellation produziert.

## Konzept
In jeder Folge spielen Die Dreisten Drei Sketche in alltäglichen Situationen, beispielsweise im Supermarkt, im Park, auf der Bank, im Buchladen. Als Rahmenhandlung sind die drei in ihrer WG zu sehen, in der sie zusammen auf ihrer gelben Couch fernsehen. In der neuen Besetzung spielt die Rahmenhandlung in einer Wohnküche.

## Besetzung
| 2003            | 2004            | 2005            | 2006            | 2007            | 2008            | 2008            | 2012             |
| --------------- | --------------- | --------------- | --------------- | --------------- | --------------- | --------------- | ---------------- |
| Markus Majowski | Markus Majowski | Markus Majowski | Markus Majowski | Markus Majowski | Markus Majowski | Markus Majowski | Oliver Beerhenke |
| Ralf Schmitz    | Ralf Schmitz    | Mathias Schlung | Mathias Schlung | Mathias Schlung | Mathias Schlung | Manuel Cortez   | Mirco Nontschew  |
| Mirja Boes      | Mirja Boes      | Mirja Boes      | Janine Kunze    | Janine Kunze    | Janine Kunze    | Janine Kunze    | Sophia Thomalla  |

## Nebenfiguren
Als Nebendarsteller fungierten 2007 bis 2008 Stéphanie Berger, Guido Cantz und Judith Döker.

## Gastrollen
- Sara Nuru (2012)
- Tom Gerhardt (2012)
- Ottfried Fischer (2012)

## Trivia
- Als Titelmusik dient die verkürzte Instrumentalversion eines Fatboy-Slim-Remixes des Stücks Brimful of Asha. Das Original stammt von der britischen Popgruppe Cornershop.
- Die Dreisten Drei – Die Comedy-WG ist auf vier DVDs (Volume 1 bis 3 sowie auf einer Best Of-DVD) erhältlich.

## Auszeichnungen und Nominierungen
Deutscher Comedypreis
- Nominiert – Beste Sketch-Comedy (2004, 2005, 2006)

Deutscher Fernsehpreis
- Nominiert – Beste Unterhaltungssendung (2004)

Rose d’Or
- Nominiert – Beste Sketch-Comedy (2004)